# Idioma buriato
El idioma buriato (буряад хэлэн), también llamado mongol buriato, es una lengua mongólica hablada por los buriatos, que habitan en Siberia, principalmente cerca del límite de Rusia con Mongolia y China, que es clasificado como un idioma o un grupo dialectal del mongol. Es, junto al ruso, el idioma oficial en la república rusa de Buriatia.
En el ISO 639-3 es considerado una macrolengua. Las lenguas individuales dentro de esta macrolengua son:
- Buriato de China (65 000 hablantes según Ethnologue )
- Buriato de Mongolia (64 900 )
- Buriato de Rusia (318 000 )

## Escritura

### Alfabeto
En 1931 fue introducido un alfabeto basado en el latino.
| A a | B b | C c | Ç ç | D d | E e | F f | G g |
| H h | I i | J j | K k | L l | M m | N n | O o |
| Ө ө | P p | R r | S s | Ş ş | T t | U u | V v |
| X x | Y y | Z z | Ƶ ƶ | ь   |     |     |     |

Desde 1939 se utiliza el alfabeto cirílico (alfabeto cirílico ruso con tres letras adicionales).
| А а | Б б | В в | Г г | Д д | Е е | Ё ё | Ж ж |
| З з | И и | Й й | К к | Л л | М м | Н н | О о |
| Ө ө | П п | Р р | С с | Т т | У у | Ү ү | Ф ф |
| Х х | Һ һ | Ц ц | Ч ч | Ш ш | Щ щ | Ъ ъ | Ы ы |
| Ь ь | Э э | Ю ю | Я я |     |     |     |     |